# Botafogo Reptiles
Botafogo Reptiles foi uma equipe de futebol americano brasileira, sediada no bairro de Botafogo, Rio de Janeiro.
A equipe foi fundada em 1999 por um grupo de amigos para fins de divertimento. Os Répteis cresceram rapidamente tornando-se uma das grande equipes do país.
Foi filiada à FeFARJ e à CBFA disputando o torneio oficial dessas entidades, o Carioca Bowl e o BFA, que correspondem aos campeonatos estadual e brasileiro da modalidade.
Em janeiro de 2019 anunciou uma fusão com o Vasco Patriotas, resultando em uma nova equipe com o nome Vasco Almirantes. No entanto, foi esclarecido que na verdade tratava-se de uma incorporação, Vasco Almirantes seria apenas o novo nome fantasia do Patriotas com a integração dos rosters e comissão técnica dos times.

## Títulos
Carioca Bowl: 2002, 2003, 2004, 2005, 2008, 2011 e 2012.
 Saquarema Bowl: 2012 e 2014
 Taça Rio: 2003.